# 楊登魁
楊登魁（1939年8月6日—2012年12月31日），台灣娛樂企業家。他是第一媒體國際有限公司的創辦人以及八大電視股份有限公司的創辦人、董事長及榮譽主席，並曾擔任勢統合國際股份有限公司的監察人、中華民國衛星廣播電視事業商業同業公會（簡稱「STBA」）的榮譽顧問。此外，楊也是天道盟的最初創始人之一。

## 生平概略

### 早年生活
1939年，楊登魁出生於高雄州新園（今屏東縣新園鄉烏龍村）；該地是一個位在臺灣西南海岸的農村。由於家中經濟清苦，他自小就前往高雄市謀生；此後，他曾擦過皮鞋、拉人力車、在舞廳當服務生在新興區南台路七賢二路一帶過吃苦耐勞的生活，南台路有家喜水仙大酒家老板娘陳鶯見他老實，重義氣，從小時候就很疼他這小弟，時時有難就資助他，鼓勵他。
年轻时候的他投身黑道，並因殺害地方角頭而入獄。

### 秀場事業
楊登魁假釋出獄後，他成為了西北幫老大，並在高雄市後火車站（八德路，七賢二路，南台路，自立二路）一帶混，並開職業賭場24小時長期經營，三教九流聚賭，內還包含聞名的大人物，如已故高雄市議員陳進財因涉嫌在楊登魁賭場聚賭，被法院判一年徒刑，失去議員資格，還有政商名流參賭，藍寶石大歌廳董事長蔡有望亦輸不少錢，更有大牌演員及名歌星參與聚賭，麻將賭資以四千底起跳，賭輸者結帳都以百萬千萬起跳。
裝潢大師李再富（人稱台北仔）也輸了千萬以上，[ 台北仔]隨即跑路，後來由藍寶石大歌廳董娘陳鶯也是(喜水仙大酒家，碧海大飯店，真珠舫酒廊)老闆出面，幫李再富解圍，向楊登魁商量，能讓欠賭債遍及多位黑道龔書清與另外一羣黑道賭場之賭債先解決，想出方法讓跑路的李再富回高雄把歌廳重新整修，陳鶯老闆並答應楊登魁便可把歌廳重新開幕的(第一檔)秀讓楊承包，並讓李再富以裝潢費扺賭債，楊登魁欣然同意照辦，藍寶石經台北仔精心改造，煥然一新，果然開幕後的第一檔由許不了當主秀、廖峻、澎澎、高凌風、楊小萍與多位大牌藝人演出，卻大轟動，幾乎場場客滿，扣除歌星、演員價碼、稅金淨賺數百萬，這是楊登魁湃 台北仔 進軍娛樂圈賺到第一桶金的處女作。

### 移送管訓
「一清專案」期間，楊登魁在1985年1月9日被警備總司令部以涉嫌違反《懲治叛亂條例》的罪名逮捕並羈押；1985年4月27日，警備總部軍事檢察官作出不起訴處分，並在1985年5月16日確定不起訴。
1985年5月8日，楊登魁因另案被提報流氓而被移送綠島岩灣職業訓導第二總隊管訓；他在綠島一共被管訓3年3個月，並在管訓期間與羅福助、林清標等人組織天道盟。
1987年12月1日，因警備總部人員管理失當，包括岩灣在內的三個監獄同時發生暴動；因為當時處於戒嚴時期，岩灣事件並沒有傳到臺北。為爭取輿論支持，楊登魁自願被打斷手骨，爭取保外就醫的機會，並趁機在手部打石膏處夾帶受刑人的自白，把有關消息傳回臺北，讓事件登上新聞媒體。在此事件結束後，楊登魁成為備受臺灣黑道各界敬重的大哥。

### 復出經營
1988年，楊登魁在管訓結束後隨即返回臺灣本島，開始投入餐廳、證券、錄影帶、電影院等事業經營。
1989年，楊登魁與邱復生共同投資電影《悲情城市》；該片獲得威尼斯影展金獅獎，並得到行政院新聞局表揚。
1990年，楊登魁在「二清專案」期間（又稱「迅雷專案掃黑行動」）涉嫌開設經營職業賭場而再度被提報為流氓，並因此被關進監獄管訓2個月。
二清專案出獄後，楊登魁因有線電視開放而決定與辜啟允合作開辦「巨登育樂股份有限公司」（Golden Entertainment，八大電視股份有限公司的前身），並在1988年8月22日接任總經理；當時，該公司成為臺灣最主要的秀場錄影帶供應商之一。此外，楊登魁也同時成立「飛梭傳播股份有限公司」經營「飛梭衛星電視台」（FSTV），經營「飛梭國片台」、「飛梭洋片台」、「飛梭綜藝台」、「拉斯維加頻道」等頻道，成為有線電視頻道經營商。
同時，他也開始投資拍攝《紅粉兵團》、《紅粉遊俠》、《掃蕩大賭場》、《情報販子》、《功夫皇帝方世玉》系列、《洪熙官之少林五祖》、《鼠膽龍威》、《八仙飯店之人肉叉燒包》等系列共數十部電影，並捧紅許多藝人，如林青霞、王冠雄、葉倩文、楊惠姍、李連杰、黃秋生、李修賢、彭雪芬等。
1995年1月28日，《戒嚴時期人民受損權利回復條例》公布施行；楊登魁以一清專案及二清專案未經合法審判就將他監禁為由申請冤獄賠償。2003年6月，臺灣臺北地方法院判決政府須賠償楊登魁新臺幣四十八萬元整。
1996年，楊登魁當選金馬獎執行委員會主席。同年，拉斯維加頻道現場直播節目《龍虎爭霸戰》涉及公開地下賭博案遭臺灣臺北地方法院檢察署偵辦；楊登魁聲稱不信任臺灣司法並離開臺灣，各銀行也隨即對其實行緊縮貸款政策，因而引發其財務危機。此時，王令麟提供他資金協助，並隨後獲得「陽明山有線電視」、「新台北有線電視」、「金頻道有線電視」、「聯群有線電視」等四家有線電視公司經營權。
1997年，楊登魁成立八大國際傳播，下設八大家族頻道（GTV27、GTV28）。
1999年，楊登魁開始投資拍攝電視劇；他的第一部作品為《小寶與康熙》，並特别邀請張衞健飾演該片男主角。
2000年，楊登魁投資拍攝電視劇《新楚留香傳奇》；該片男主角由任賢齊飾演。
2001年，楊登魁投資拍攝電視劇《齊天大聖孫悟空》；該片男主角由張衛健飾演。
2002年，楊登魁在香港成立第一媒體國際有限公司，以藉之在大陸及香港地區永續經營電視產業。
2004年，楊登魁投資開拍古裝連續劇《天下第一》。
2005年，楊登魁代理發行《風塵三俠之紅拂女》海外版權。
2011年，楊登魁斥資新臺幣15億元成立柏合麗娛樂傳媒，並將其總部設於臺北市信義區統一國際大樓29樓。

### 離世
2012年12月17日，楊登魁在與友人聚餐時因身體不適被緊急送往臺北市立聯合醫院仁愛院區並被確診為腦中風，再於12月19日對外證實相關消息。12月21日，楊登魁因病情危急被轉送臺北榮民總醫院搶救並轉入腦中風加護病房觀察治療，並由該醫院神經血管科主任陳昌明擔任主治醫師；其間，他的親人與影壇朋友陸續前往探視。12月23日，《中國時報》刊出「截稿後消息，傳楊登魁過世」假消息引起其家屬不滿；12月24日，中國時報報社以「病故係臆傳」為由在報上刊出道歉啟事。
2012年12月31日清晨5點12分，楊登魁病逝，享壽74歲。

### 葬禮
2013年1月5日，楊登魁的喪禮在臺北市盛大舉行；豬哥亮、江蕙、江淑娜、劉家昌、劉子千、張菲、任賢齊、洪榮宏、黃鴻升、林心如、大S、小S、張小燕、陳美鳳、康康、余天、陳松勇、羅時豐、胡志強、郝龍斌、曾志偉等人均有出席。此外，張學友、張衛健、王晶和劉偉強也專程結伴自香港前往臺北參加其追思告別儀式。喪禮結束後，楊登魁的骨灰入厝新北市萬里區的天祥寶塔禪寺。

### 身後
2013年2月28日，柏合麗娛樂傳媒宣告解散，其旗下映畫傳播、威俠文創、爾傑國際、小山堂餐飲、想亮製作、寶麗來經紀等公司分拆各自獨立營運。

## 許不了事件
網路傳聞知名喜劇演員許不了之死與楊登魁有關，許多藝人為此發表評論。

### 眾人評論
- 2012年12月31日，廖峻表示楊登魁曾與他在電影配音時閒聊，並談及關於許不了的事情；楊登魁當時向他表示許不了因毒癮日漸深陷而被他（楊登魁）拖去戒毒，卻因此被外界傳為押著許不了去拍片；對此，廖峻表示：「許不了是可以替他賺錢的人，他怎麼可能把搖錢樹砍掉？當然希望他身體好！」
- 邢峰表示，楊登魁曾在某次得知許不了自新竹秀場騎乘重型機車，只花費半小時便迅速返回臺北後，深感不滿及擔心；他表示：「他（楊登魁）很有義氣，不然憑什麼讓一堆人對他這麼死忠？」
- 蔡振南曾表示楊登魁根本不屑做壓榨人的事，「因為他的格局太大了！」
- 康弘表示楊登魁曾指派兩個助理幫許不了戒酒，許不了卻受到黑道小弟誘惑而染上毒癮。
- 黃西田曾表示：「許不了愛喝酒，這種人誰要幫？只有楊登魁願意釋出善意。」
- 賀一航曾表示：「許不了的死絕對不該歸咎在楊董（楊登魁）身上，他雖然以前是兄弟（黑道），可是他早就改過自新了。」
- 李再富(台北仔)曾表示：「楊登魁的一生重情義，黑道日子過得講道理，黑白分明，心胸開闊，對於當時所謂黑道大哥也是無派頭，彬彬有禮的對待跟隨的小弟以禮相待，如今其實痛失一位娛樂界奇才。 」                                  [15]

## 軼事
- 2005年3月22日，姚采穎、胡宇威與第一媒體國際有限公司舉行簽約記者會；楊登魁在會上建議姚采穎趕快戒菸：“妳只要把假的一面表現給媒體看，真面目擺家裡就好了。”[16]

## 外部連結
- 中文電影資料庫──楊登魁 （页面存档备份，存于）
- 楊登魁在香港影庫上的簡介